# Château-l'Hermitage

Château-l'Hermitage este o comună în departamentul Sarthe, Franța. În 2009 avea o populație de 242 de locuitori.